# 徐仁紀
徐仁纪（?—?），唐朝官员，常州（今江苏省常州市）人。
武周年间担任左拾遗。三次上书论得失，武则天没有采纳，对人说：“三谏不听，可去矣！”于是称病归乡。唐中宗神龙初年，宣慰使推荐徐仁纪，于是征拜左补阙。三次上书，又不纳，于是请求执政让他到地方任官，于是担任灵昌县令。妻儿没有和他一起上任，官衙中只有衣履、书疏而已，余无所蓄。

## 延伸阅读
[在维基数据编辑]
 《舊唐書/卷192》，出自刘昫《舊唐書》